# 프리츠 웨퍼

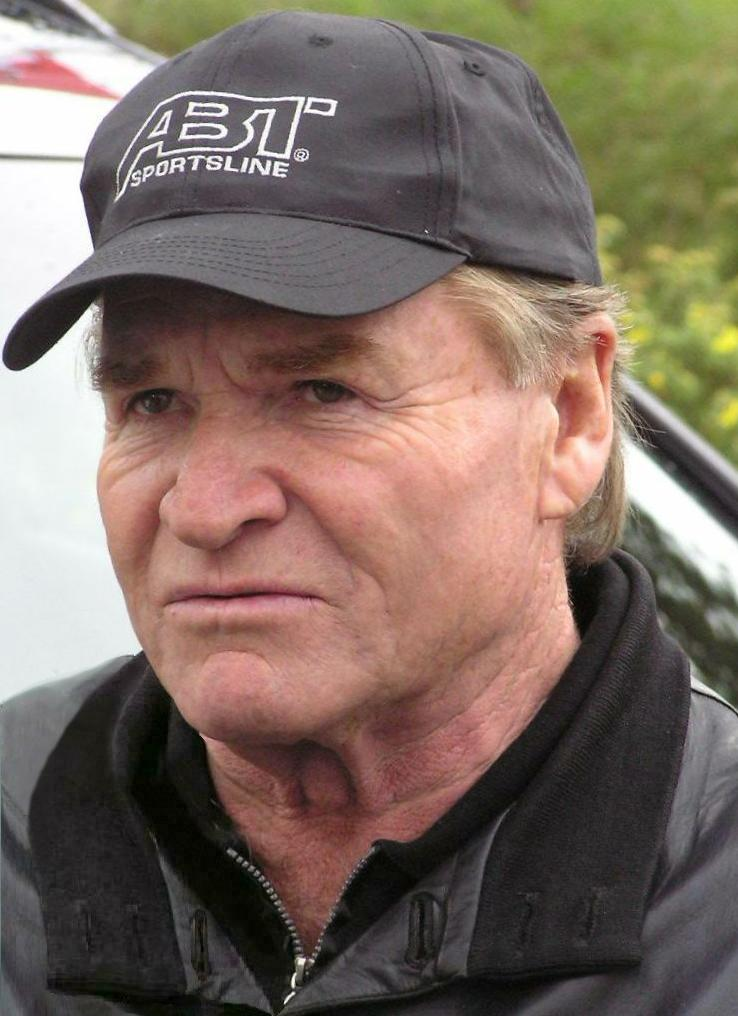

프리츠 웨퍼(Fritz Wepper, 1941년 8월 17일 ~ 2024년 3월 25일)는 독일의 영화배우, 텔레비전 배우이다.
뮌헨에서 태어났다.

## 영화
- 오리엔트 특급 살인사건(2001년)
- 마지막 전투(1983년)
- 캬바레(1972년)
- 맨해탄의 세 방(1965년)
- 다리(1959년)